# Agent Annorlunda
"Agent Annorlunda" var en romantisk tecknad äventyrsserie för barn och ungdomar, skriven av Måns Gahrton och tecknad av Johan Unenge. Den gavs ut i åtta album åren 1986–1992. Serien medverkade 1995 även som gästserie i FF med Bert, med start i nummer 5 det året.

## Utgivning
De sju första albumen gavs ut på Bonniers Juniorförlag. Det sista släpptes på Carlsen/ifs serieetikett Carlsen Comics 1992, ett år innan Carlsen/if och Bonniers Juniorförlag gick samman till Bonnier Carlsen Bokförlag.
1. "Ett fall för Agent Annorlunda", 1986
2. "Samvetssamlaren", 1986
3. "Herkules harem", 1986
4. "Den osynliga tjuven", 1987
5. "Det vettlösa vattnet", 1987
6. "Stjärnkraft", 1988
7. "Mozarts marionetter", 1990
8. "Det sjungande sjöodjuret", 1992

### Fotnoter
1. ↑  FF med Bert 5 1995, Semic Press AB, 1995
2. ↑  Seriesamlarna, hämtdatum: 8 augusti 2014